# Cardè
Cardè là một đô thị tại tỉnh Cuneo trong vùng Piedmont của Italia, vị trí cách khoảng 40 km về phía tây nam của Torino và khoảng 40 km về phía bắc của Cuneo. Tại thời điểm ngày 31 tháng 12 năm 2004, đô thị này có dân số 1.077 người và diện tích 19,3 km².
Cardè giáp các đô thị: Barge, Moretta, Revello, Saluzzovà Villafranca Piemonte.